# Гурин, Юрий Иосифович
Ю́рий Ио́сифович Гу́рин (укр. Юрій Йосипович Гурін; 7 мая 1966, Березно) — советский гребец-каноист, выступал за сборную СССР в середине 1980-х — начале 1990-х годов. Семикратный чемпион мира, шестикратный чемпион Советского Союза, победитель многих регат республиканского и всесоюзного значения. На соревнованиях представлял спортивные общества Профсоюзов и СКА, заслуженный мастер спорта СССР (1988).

## Биография
Юрий Гурин родился 7 мая 1966 года в городе Березно Ровненской области Украинской ССР. В период 1973—1983 учился в местной школе-гимназии № 1, затем в 1983—1989 годах проходил обучение в Ровенском государственном гуманитарном университете. Активно заниматься греблей начал в раннем детстве, тренировался под руководством таких специалистов как В. Шевченко и П. Романкевич. Состоял в спортивных обществах Профсоюзов и в СКА.
Впервые заявил о себе в 1986 году, став чемпионом Советского Союза вместе со своим партнёром Валерием Вешко в зачёте двухместных каноэ на дистанции 1000 метров. Первого серьёзного успеха на взрослом международном уровне добился в сезоне 1987 года, когда попал в основной состав советской национальной сборной и благодаря череде удачных выступлений удостоился права защищать честь страны на чемпионате мира в немецком Дуйсбурге, где в итоге одержал победу в двойках на тысяче метрах и получил серебро в двойках на пятистах метрах. Рассматривался как основной кандидат на участие в летних Олимпийских играх 1988 года в Сеуле, однако в конечном счёте на Играх выступал экипаж Виктора Ренейского и Николая Журавского, а Гурин присутствовал здесь лишь в качестве запасного гребца.
В 1989 году Юрий Гурин побывал на мировом первенстве в болгарском Пловдиве, где поднимался на пьедестал почёта трижды: выиграл золотые медали в четвёрках на пятистах и тысяче метрах, а также бронзовую медаль в двойках на тысяче метрах. Год спустя на аналогичных соревнованиях в польской Познани в точности повторил прошлогодний результат, добавил в послужной список ещё бронзу и два золота. В следующем сезоне на чемпионате мира в Париже вновь одержал победу в программе четырёхместных каноэ на дистанциях 500 и 1000 метров. Вскоре по окончании этих соревнований принял решение завершить спортивную карьеру. За выдающиеся спортивные достижения удостоен почётного звания «Заслуженный мастер спорта СССР».